# Seznam pražských rabínů

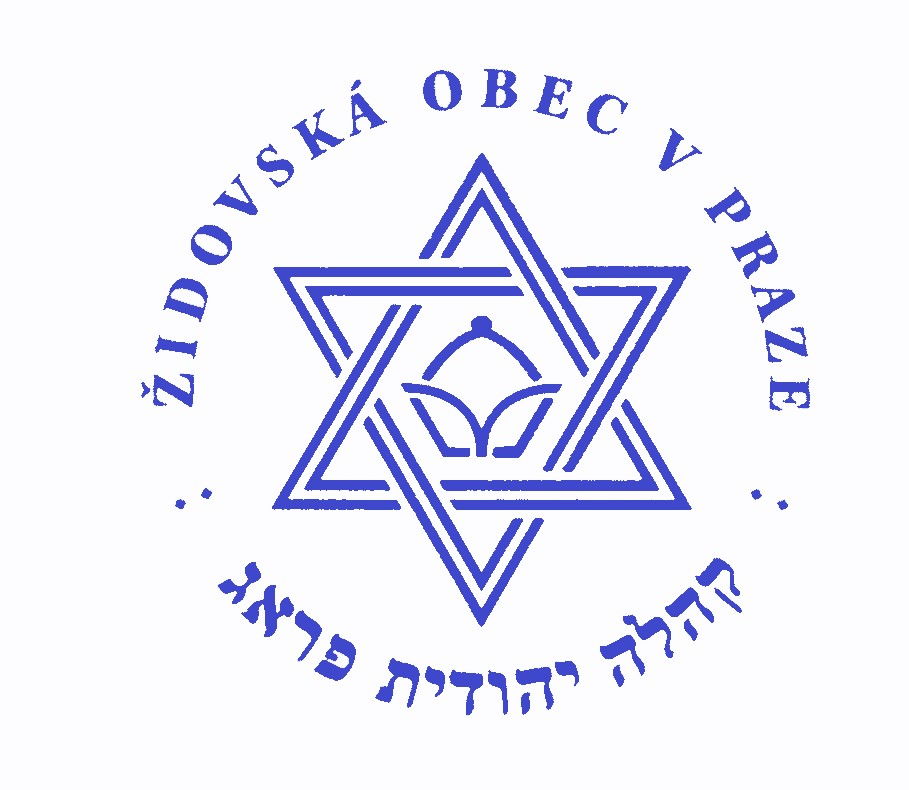

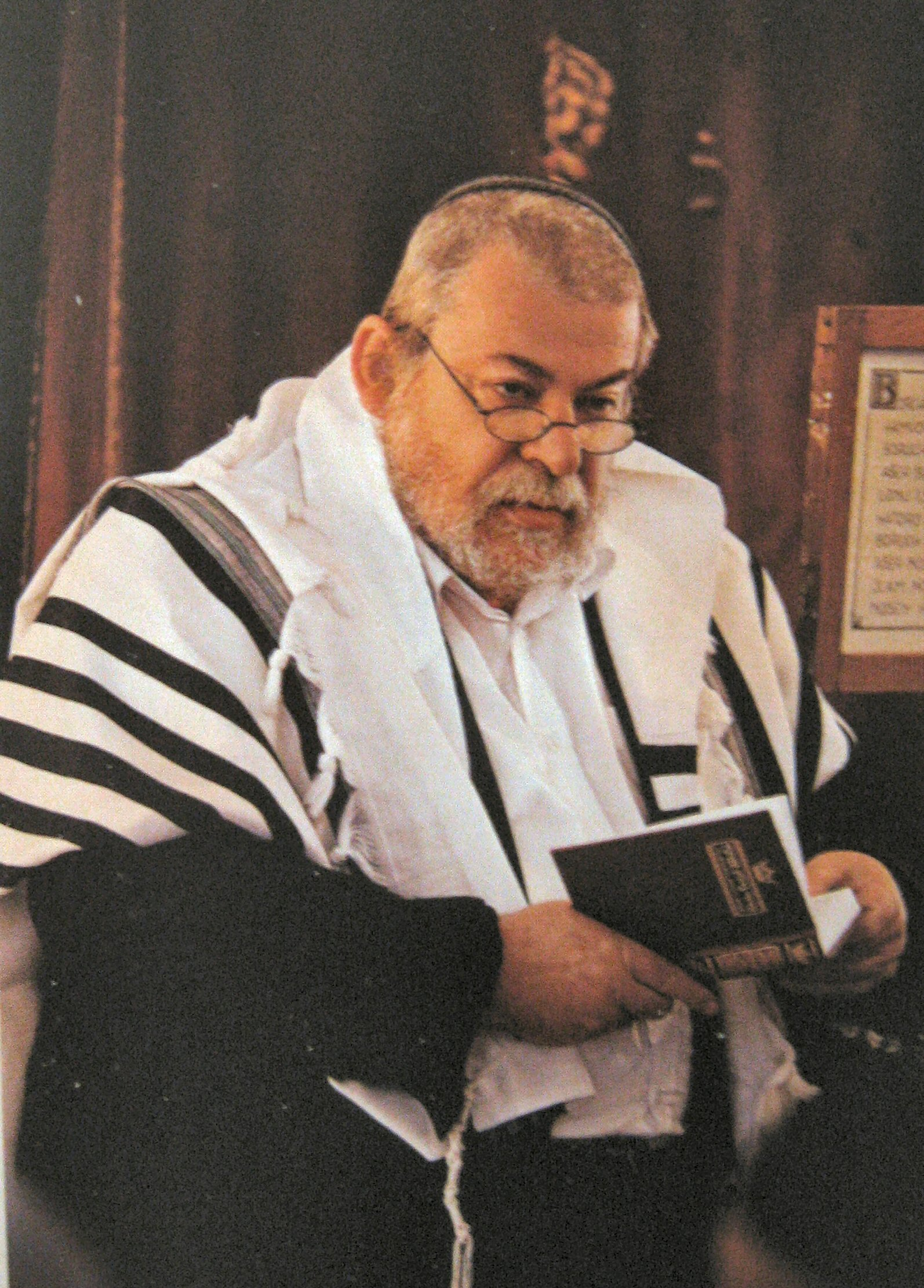
Bývalý vrchní rabín Karol Sidon

Toto je neúplný seznam rabínů pražské židovské obce.

## Seznam rabínů
Jména uvedená tučně znamenají, že daná osoba byla také vrchním rabínem, roky v závorce značí dobu života.
- Jicchak ben Ja’akov ha-Lavan (12. století)
- Avigdor Kara (?–1439)
- Jisra'el Bruna (1400–1480)
- Abraham († 1540)
- Eliezer ben Elija Aškenazi (1512–1585)
- Izák Chajut (1587)
- Jehuda ben Becalel (rabi Löw, Maharal) (1512/1520 nebo 1525–1609)
- Mordechaj Jaffe (153?–1612)
- Šlomo Efrajim Lunčic (Kli Jakar) (1550–1619)
- Jicchak Hakohen Katz (1550–1624)
- Ješaja Horowitz (1565–1630)
- Jom Tov Lipmann Heller (1579–1654)
- Aharon Simon Spira-Wedeles (1600–1679)
- Avraham ben Ša'ul Broda (1640–1717)
- David Oppenheimer (1664–1736)
- Ezechiel ben Jehuda Landau (1713–1793)
- Eleazar Flekeles (1754–1826)
- Baruch ben Jona Jajteles (též Benedikt Jeiteles, 1762–1813)
- Šlomo Jehuda Rappaport (1790–1867)
- Me'ir Fischeles
- Abraham Muneles
- Filip Bondy (1830–1907)
- Alexander Kisch (1848–1917)
- Aladár Deutsch (1871–1949)
- Markus Hirsch (1833–1909)
- Nathan Ehrenfeld (1843–1912)
- Chajim Brody (též Jindřich nebo Heinrich Brody, 1868–1942)
- Samuel Arje (1875–1950)
- Gustav Sicher (1880–1960)
- Hanuš Rezek (1902–1948)
- Otto Muneles (1894–1967)
- Daniel Mayer (* 1957, ve funkci vrchního rabína v letech 1984–1990)
- Karol Sidon (Efrajim ben Alexander) (* 1942)
- David Peter (* 1976)
- David Maxa (* 1990)
- Shumi Berkowitz